# Armand Simon-Marie Blanquet du Chayla
Armand Simon Marie Blanquet du Chayla (Marvejols, 9 maggio 1759 – Versailles, 9 aprile 1826) è stato un ammiraglio della Marina militare francese che prese parte alla Battaglia del Nilo come comandante di una divisione di vascelli di linea.

## Biografia
Nacque a Marvejols il 9 maggio 1759, da una famiglia nobile originaria di Chayla-d'Ance. Incominciò il suo servizio nella Marine royale nel giugno 1775, come aspirante guardiamarina venendo promosso guardiamarina nel marzo 1777 e prestando poi servizio sotto il comando del Conte di Provenza.
Nel 1778, con il grado di sottotenente di vascello, prestò servizio a bordo del vascello Hector, operante in seno alla squadra navale dell'ammiraglio Charles Henri d'Estaing. Partecipò successivamente alla spedizione in America, prendendo parte al combattimento di Newport. Trasferito sulla Stanley, fu fatto prigioniero quando la sua nave venne catturata dal vascello inglese HMS Culloden il 6 novembre 1778, e rientrò in Francia nell'aprile 1780 per ripartire con la squadra dell'ammiraglio François Joseph Paul de Grasse nell'ottobre dello stesso anno. Prese parte a tutti i combattimenti della campagna militare, partecipando alla battaglia di Fort Royal imbarcato sul vascello Languedoc, e a quella della baia di Chesapeake sul Palmier. Nuovamente imbarcato sul Languedoc, prese parte alla conquista di Saint-Christophe (gennaio 1782), e durante la battaglia delle Saintes, avvenuta nell'aprile dello stesso anno, rimase gravemente ferito al viso ed alle gambe. Nel corso di questa campagna militare si legò di profonda amicizia con Laurent Truguet, allora tenente di vascello imbarcato sulla stessa nave.
Firmata la pace si imbarcò sulla Belette, e prese a parecchie missioni in Levante e nel Mare del Nord, venendo promosso tenente di vascello nel maggio 1786. Servì poi in Mediterraneo a bordo della fregata Sensible, imbarcandosi poi nuovamente sulla Belette come secondo in comando. Nel dicembre dello stesso annosi impegnò in un duro combattimento contro i pirati che infestavano le coste dell'Albania.

### La rivoluzione francese
Il suo primo comando effettivo fu la Flèche nel 1791, operante sempre in Mediterraneo, e fu promosso capitano di vascello nel luglio 1792, al momento in cui Truguet divenne contrammiraglio. Quest'ultimo lo chiamò come suo Aiutante di bandiera sul vascello da 80 cannoni Tonnant, nave ammiraglia della squadra del Mediterraneo. Durante la Campagna d'Italia, mentre la squadra era ormeggiata davanti alla città di Oneglia, fu mandato come plenipotenziario a parlamentare con i difensori, chiedendo loro di consegnare la città alla Repubblica francese. La sua scialuppa fu accolta da un intenso fuoco di moschetteria, e due ufficiali e cinque marinai rimasero uccisi, mentre egli venne ferito leggermente. Questo incidente portò al successivo bombardamento della città, durato 36 ore, che portò alla sua distruzione.
Sempre al comando del Tonnant, nel febbraio 1793 partecipò al bombardamento, ed al mancato attacco, contro Cagliari.
Per sfuggire al periodo del Terrore si rifugiò a Chartres dove, nel dicembre 1790, prese in moglie la signorina Louise Joséphine Brochard du Frésne da cui ebbe nove figli. In seguito egli fu, senza nessuno fondamento, messo sulla lista degli emigrati, e all'inizio del 1794 venne arrestato in quanto nobile e i suoi beni confiscati. Liberato in seguito agli avvenimenti del 9 termidoro, quando Truguet fu nominato Ministro della Marina quest'ultimo lo chiamò vicino a sé come Aiutante maggiore, ma in quanto uomo di fiducia del Ministro fu soggetto ai violenti attacchi dei "Clichyens", ostili al Direttorio, e soprattutto dei sostenitori del ristabilimento della schiavitù nelle colonie. Fu uno dei principali redattori, ai lati del ministro, del regolamento di tattica navale dell'Anno V. Promosso contrammiraglio nel settembre 1796, quando Truguet lasciò il ministero assunse il comando di una squadra navale a Brest mantenendolo tra l'aprile 1797 e il febbraio 1798.

### La spedizione in Egitto

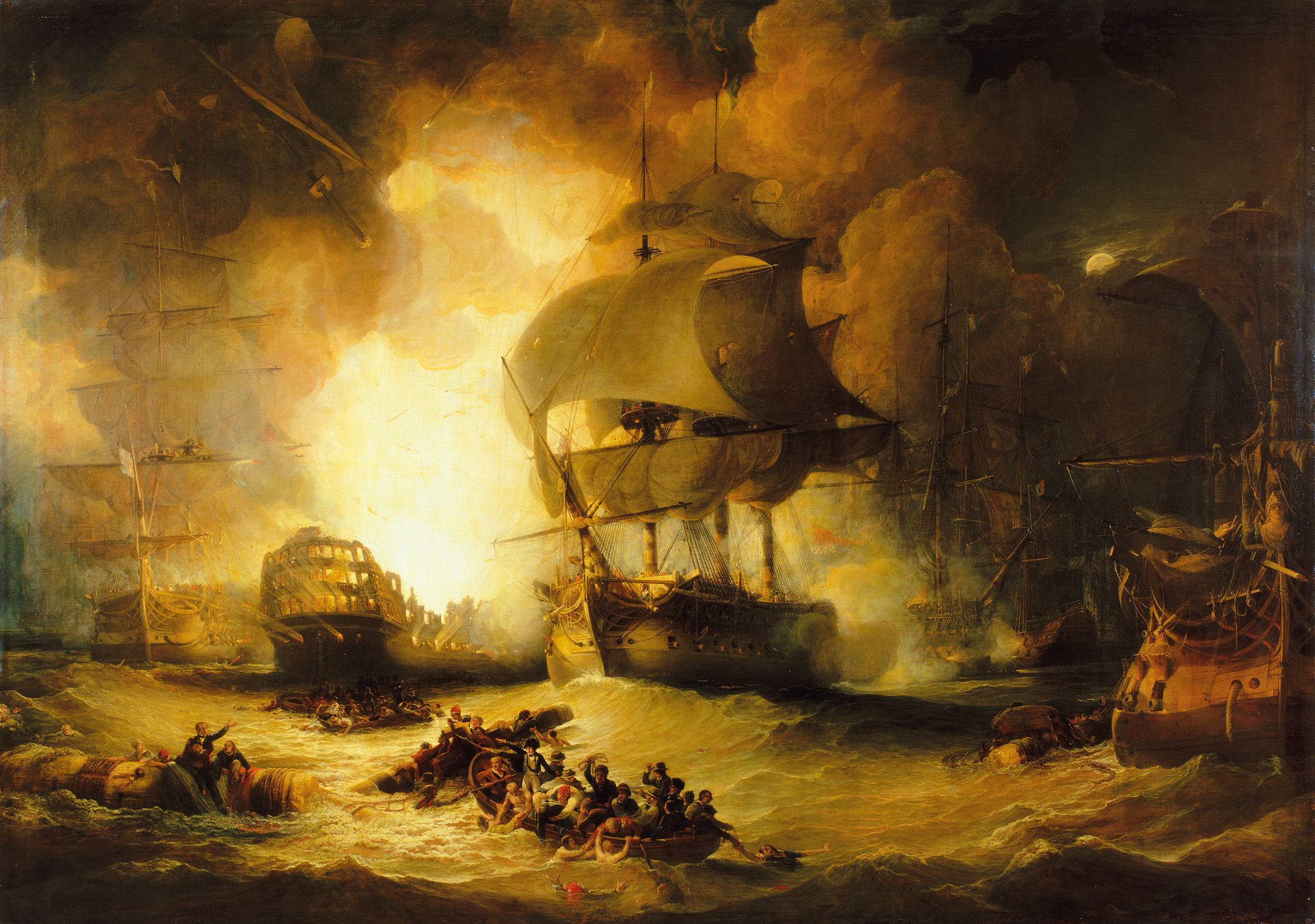
L'Orient alla battaglia d'Aboukir. Il vascello le Franklin è alla sua sinistra.

Nell'aprile 1798 il Direttorio lo inviò a Tolone, dove divenne Ispettore generale delle coste del Mediterraneo, e subito dopo ricevette il comando della seconda squadra in seno alla flotta dell'ammiraglio Brueys. Le navi di Brueys dovevano scortare i mercantili che trasportavano le truppe del generale Napoleone Bonaparte impegnate nella campagna di conquista dell'Egitto. Quando la squadra navale francese salpò da Tolone il 19 maggio egli innalzò la sua insegna sul vascello da 80 cannoni Franklin, e all'atto del transito davanti a Genova le navi francesi si congiunsero a 20 trasporti, e poi con il grosso delle navi da trasporto al largo della Sardegna una settimana dopo. Il 7 giugno la squadra francese arrivò davanti a Gozo, isola di Malta, e quando il Gran Maestro dell'Ordine dei Cavalieri di san Giovanni, Ferdinand von Hompesch zu Bolheim, rifiutò di permettere alle navi francesi di entrare in porto, Bonaparte diede inizio alle operazioni di conquista dell'isola, e in questa fase Blanquet du Chayla si distinse particolarmente nel dirigere le operazioni di sbarco delle truppe, al cui terminate riprese il largo con il resto della squadra per arrivare davanti ad Alessandria il 1 luglio. Terminate le operazioni di sbarco del corpo di spedizione la squadra francese si trasferì nelle più protetta baia di Aboukir.

### La battaglia del Nilo
Verso la fine del 31 luglio la flotta francese si trovava all'àncora nella baia di Abukir, quando fu avvistata la squadra inglese agli ordini dell'ammiraglio Horatio Nelson. L'ammiraglio Brueys convocò un consiglio di guerra a bordo della nave ammiraglia, il vascello da 120 cannoni L'Orient. Blanquet du Chayla si sforzò, assieme al capitano di vascello du Petit-Thouars, di convincere Brueys a combattere alla vela, ma questi, sostenuto dai contrammiragli Ganteaume, Villeneuve e Decrès, preferì combattere all'ancora in quanto buona parte degli equipaggi si trovavano a terra.
L'indomani la flotta francese andò distrutta, Brueys rimase ucciso assieme a du Petit-Thouars, mentre Blanquet du Chayla venne gravemente ferito, con il viso sfigurato in quanto il naso gli fu portato via da un proiettile caricato a mitraglia. L'equipaggio del Franklin fu decimato, e a bordo si registrarono oltre quattrocento morti, e quando la nave si arrese egli fu catturato assieme al capitano Gillet.
Venuto a conoscenza del disastro mentre stava marciando con le sue truppe verso Il Cairo Bonaparte, malamente informato, in un ordine del giorno indirizzato all'armata condannò l'operato di Blanquet du Chayla sostenendo che egli si era arreso senza combattere. Informato poi del reale stato dei fatti Bonaparte rivide in parte il suo giudizio, ma le polemiche scoppiate successivamente tra Blanquet du Chayla e gli altri ammiragli che avevano partecipato alla battaglia troncarono di fatto la sua carriera militare.

### La caduta in disgrazia
Liberato sulla parola alcuni mesi più tardi ritornò a Parigi, dove criticò con veemenza le cattive scelte tattiche operate da Brueys e la colpevole passività mantenuta dagli altri ammiragli durante la battaglia di Aboukir. In particolare rivolse le sue critiche contro de Villeneuve colpevole, a suo dire, di non essere intervenuto in aiuto delle altre navi impegnate in combattimento con le unità della sua divisione. Nonostante la sconfitta patita Bonaparte si considerava amico personale di Brueys, e aveva fiducia solo in alcuni dei marinai che conosceva, tra l'altro gli stessi ammiragli superstiti di Aboukir. Egli non ammise queste critiche e ciò mise Blanquet du Chayla definitivamente in disgrazia. Quando Decrès diventò Ministro della Marina Blanquet du Chayla, che da due anni invocava un comando operativo, comprese che non aveva più niente da sperare e chiese il suo collocamento in pensione, che divenne effettivo dall'ottobre 1803. Percepì un trattamento pensionistico pari al grado di viceammiraglio senza, tuttavia, mai averne ricevuto il grado, ed in seguito fu fatto Conte dell'Impero.
Dopo la restaurazione andò a Parigi alla testa di una delegazione di cittadini di Marvejols a rendere omaggio al nuovo re. In tale occasione prestò giuramento di fedeltà a Luigi XVIII, che lo accolse al suo servizio nominandolo Viceammiraglio il 1º maggio 1816. In seguito il re gli conferì la Croce di Cavaliere dell'Ordine di San Luigi, ed il titolo di Ufficiale della Legione d'onore. Si spense a Versailles il 9 aprile 1826, venendo sepolto nel cimitero di Père-Lachaise.

## Navi francesi che hanno portato il suo nome
Tre navi della marina militare francese hanno portato il suo nome:
- Una corvetta ad elica varata a Lorient nel 1852, inizialmente entrata in servizio nel 1855 con il nome di Volta, fu ribattezzata Duchayla l'11 agosto 1859. Messa in disarmo il 4 novembre 1875, venne demolita a Lorient nel 1890.
- Un incrociatore protetto entrato in servizio nel 1895, e radiato il 27 dicembre 1921. Prestò servizio come nave scuola degli ufficiali meccanici per un certo periodo, venendo convertita in pontone, e successivamente demolita a Lorient nel 1933.
- Un cacciatorpediniere di squadra Classe T 47, sigla ottica D-630, varato a Brest nel luglio 1953. La nave entrò ufficialmente in servizio il 27 novembre 1954 e posta in disarmo il 15 novembre 1991. Alla sua costruzione contribuì il dipartimento della Lozère.

### Annotazioni
1. ↑  Il capitano del Franklin Maurice Gillet rimase anch'egli gravemente ferito e catturato insieme a Du Chayla.
2. ↑  Napoleone Bonaparte affermò che: Il Franklin ammaino la sua bandiera senza essere disalberato e senza avere gravi danni.

### Fonti
1. 1 2 3 4 5 6  Saint-Allais, Poisson de La Chabeaussière, de Courcelles 1817, p. 475.
2. ↑  Archives nationales de la Marine C7 dossier Blanquet du Chayla.
3. ↑  A. N. Mar. B4/141 f°119 Rôle d'équipage de l'Hector, 1778.
4. ↑  A. N. Mar. C6/617 Rôle d'équipage du Languedoc.
5. ↑  A. N. Mar. C6/697 Rôle d'équipage du Languedoc (2° armement).
6. ↑  Donolo 2012, p. 39.
7. ↑  Donolo 2012, p. 40.
8. ↑  Archives Départementales Eure & Loir E4/59 Baptêmes, Mariages Sépultures, Paroisse Sainte Foy.
9. 1 2 3 4 5 6  Saint-Allais, Poisson de La Chabeaussière, de Courcelles 1817, p. 477.
10. ↑  Archives Départementales Eure & Loir 1Q 43.
11. 1 2 3  Saint-Allais, Poisson de La Chabeaussière, de Courcelles 1817, p. 476.
12. ↑  Donolo 2012, p. 103.
13. 1 2 3 4  Donolo 2012, p. 104.
14. 1 2  Donolo 2012, p. 105.
15. 1 2  Donolo 2012, p. 107.
16. 1 2  Donolo 2012, p. 116.
17. ↑  Donolo 2012, p. 115.
18. ↑  NetMarine.net L'escorteur d'escadre Du Chayla sur le site de netmarine.net